# Krzysztof Frankowski
Pour les articles homonymes, voir Frankowski.
Krzysztof Frankowski (ou Christophe Frankowski), né le 24 août 1959 à Kędzierzyn-Koźle (Haute-Silésie) est un footballeur international polonais.

## Biographie
En tant que défenseur, Krzysztof Frankowski fut international "A" polonais à quatre reprises (1981) pour aucun but inscrit.
Il participa à la Coupe du monde de football des moins de 20 ans en 1979. Entré en jeu lors du premier match contre la Yougoslavie à la 69e minute, il inscrivit un but à la 76e pour une victoire de 2-0. Il fut titulaire lors des matches suivants et reçut un carton jaune contre l'Espagne. La Pologne termina quatrième du tournoi.
Il joua dans trois clubs : un club polonais (Stal Mielec) et deux clubs français (FC Nantes et Le Havre AC). Il ne remporta aucun titre. 
Redevenu amateur, il est revenu en Pays de Loire et a successivement joué pour l'AC Nazairien et le Saint-Nazaire OS. Aujourd'hui chef d'entreprise à Saint-Nazaire, il a aussi fait partie de la cellule de recrutement du FC Nantes lors de la saison 2009-2010. 

## Clubs
- 1979-1983 :  Stal Mielec
- 1983-1987 :  FC Nantes
- 1987-1988 :  Le Havre AC

## Palmarès
- Championnat de Pologne de football
  - Troisième en 1982
- Championnat de France de football
  - Vice-champion en 1985 et en 1986